# Saison 2015-2016 du Wydad Athletic Club
Maillots
Dernière mise à jour : 22 juin 2015.
Chronologie
Saison suivante
Cette saison fait suite à la saison 2014-2015 qui a vu le Wydad AC remporter la Botola PRO.
Lors de la saison 2015-2016, le Wydad Athletic Club est engagé dans trois compétitions officielles : la Botola PRO, la Coupe du Trône et enfin la Ligue des Champions.

## Résumé de la saison
Le Wydad remporte une nouvelle fois la Botola. Il s'agit de son 18e titre de champion.

## Matchs

### Botola Pro
| Date       | J.     | Adversaire             | Lieu                                           | Score | Buteurs                                            |
| ---------- | ------ | ---------------------- | ---------------------------------------------- | ----- | -------------------------------------------------- |
| 06/09/2015 | 1re J. | FAR de Rabat           | Stade Mohamed V, Casablanca                    | 4-2   | El Hajhouj 39e, El Karti 64e, El Moutaraji 71e 94e |
| 13/09/2015 | 2e J.  | Olympique de Khouribga | Stade Municipale de Kasbah Tadla, Kasbah Tadla | 1-3   | Cesse 15e 20e, Ounajem 72e                         |

### Coupe du Trône
| Date       | Tour                  | Adversaire           | Lieu                        | Score | Buteurs                                               |
| ---------- | --------------------- | -------------------- | --------------------------- | ----- | ----------------------------------------------------- |
| 23/08/2015 | 1/32e finale (aller)  | Racing de Casablanca | Stade Père-Jégo, Casablanca | 0-1   | Mokhtar Mohamed Cesse 72e                             |
| 30/08/2015 | 1/32e finale (retour) | Racing de Casablanca | Stade Mohamed V, Casablanca | 4-1   | El Hajhouj 25e, Hadad 56e, El Hajhouj 60e, Housni 77e |
| 02/09/2015 | 1/16e finale (aller)  | KAC de Kenitra       | Stade Boubker-Ammar, Salé   | 1-0   |                                                       |
| 09/09/2015 | 1/16e finale (retour) | KAC de Kenitra       | Stade Mohamed V, Casablanca | 1-1   | Mokhtar Mohamed Cesse 72e                             |

### Ligue des champions
- Tour préliminaire (Match aller) : Wydad Casablanca vs AS Douanes : 2-0

- Tour préliminaire (Match retour) : AS Douanes vs Wydad Casablanca : 2-1

- 1/16 finale (Match aller) : Wydad Casablanca vs CNaPS Sport : 5-1

- 1/16 finale (Match retour) : CNaPS Sport Vs Wydad Casablanca : 2-1

- 1/8 finale (match aller) : Wydad Casablanca vs TP Mazembe : 2-0

- 1/8 finale (match retour) : TP Mazembe vs Wydad Casablanca : 1-1

- Phase de groupe (match aller) : ASEC Mimosas Vs Wydad Casablanca : 0-1

## Statistiques

### Buteurs (toutes compétitions)
(à jour après le match Wydad AC 4-0 OC Kouribga, le 13 septembre 2015)
| Rang                | Joueur                | Botola PRO | Coupe du Trône | Ligue des Champions | Total |
| ------------------- | --------------------- | ---------- | -------------- | ------------------- | ----- |
| 1                   | Mokhtar Mohamed Cesse | 2          | 2              | -                   | 4     |
| 2                   | Reda El Hajhouj       | 1          | 2              | -                   | 3     |
| 3                   | El Moutaraji          | 2          | 0              | -                   | 2     |
| 4                   | Walid El Karti        | 1          | 0              | -                   | 1     |
| 4                   | Mohamed Ounajem       | 1          | 0              | -                   | 1     |
| 4                   | Ismail Haddad         | 0          | 1              | -                   | 1     |
| 4                   | Rachid Housni         | 0          | 1              | -                   | 1     |
| But contre son camp | But contre son camp   | 0          | 0              | -                   | 0     |
| Total               | Total                 | 7          | 6              | -                   | 13    |